# The Globalist
«The Globalist» — пісня британського рок-гурту Muse, одинадцятий трек з альбому Drones, а також друга найдовша пісня серед репертуару гурту після «Exogenesis: Symphony».
Ця апокаліптична пісня є сиквелом до «Citizen Erased». Частина пісні базується на композиції «Nimrod» з Енігма-варіації, створеної Едвардом Елгаром.
Слідуючи за піснею «Aftermath», в якій головний герой знаходить любов, «The Globalist» разом з «Drones» є епілогом, негативною історією. В ній головний герой вирішує стати диктатором і знищує все за допомогою дронів.